# Phonapate sublobata
Phonapate sublobata är en skalbaggsart som beskrevs av Pierre Lesne 1909. Phonapate sublobata ingår i släktet Phonapate och familjen kapuschongbaggar. Inga underarter finns listade i Catalogue of Life.